# آنتونیو کالتابیانو
آنتونیو کالتابیانو (به ایتالیایی: Antonio Caltabiano) (زاده ۲۱ آوریل ۱۹۵۵) کشتی گیر کشور ایتالیا است.